# Лагуна де Лобос
Лагуна де Лобос је природна лагуна, налази се у провинцији Буенос Ајрес, удаљеној 15 км од града Лобос и 115 км од Буенос Ајреса, главна је туристичка атракција у тој области. Приступ му је на Националном путу 205 затим лево на асфалтираном путу од 4 км до воде. На северној обали је град Вила Логуерцио.
Лагуна се простире на 800 хектара, што постаје идеално место за бављење воденим активностима. Налазећи се у подручју обилне вегетације, можете видети велику разноликост дивљих птица. Фауна риба коју чине шаран, ципал, сом и мојарарас омогућавају незаборавне дане љубитељу риболова. 
То је велико мочварно земљиште и у њему коегзистирају разне врсте животиња и биљака: Сисари попут нутрије и пампаске лисице; рибе попут силверсида и сома ; птице као што су бигуа и сирири пампа патке и гмизавци попут оверос гуштера између осталих. У својој флори истиче се Јунко који служи као заштитник обале и место гнежђења птица, лежиште рибље икре и уточиште сисара.  

## Историја имена
- Ову земљу су насељавали Керандеси или такође познати као Пампаси. Били су номади, сакупљачи и рибари. Од лагуне су користили глину за израду лонаца и малтера; од видри, кожу за одевање. Пронађени су остатци посуда које су правиле пампе.
- Прва језуитска мисија је 1740. истражила центар и југ онога што би постало провинција Буенос Ајрес. Отац Фаулкнер је био задужен за прикупљање свих података о месту. Он је тај који прави први хидрографски, биљни и животињски план провинције Буенос Ајрес и Патагоније, где даје име „Л. Вукови “, алудирајући на Лагуну.
- 1772. године, на основу његових списа, у Лондону је састављено прво писмо које се односи на ову област, региструјући се у њему и у подножју лагуне "Л. Лобос". Водену површину населиле су бројне видре. У то време били су познати под деноминацијом Водени или Речни вукови, па се може закључити да се име Лагуна могло преузети из ове референце коју је Мисија изнела 1740. године. Записник Буенос Ајрес Кабилдоа, 17. марта 1752. године, први пут документује да се лагуна назива „де Лос Лобос“, чије име је дао Фортин де Сан Педро де Лос Лобос. Једина картографска референца доступна на локацији тврђаве је план из 1822. године о путовању Комисије на југ од стране официра, помоћника инжењера артиљерије, Дон Хосе Мариа Рејеса: који приказује лагуну и између два водотока указује се на постојање већ уништене тврђаве.
- 1802. Народну фондацију Сан Салвадор де лос Лобос основали су Хосе Салгадо и Паскуала Ривас, шпански домороци, који су добили земљу северно од тврђаве, која је већ била напуштена. Према причи, оснивачи обећавају Виргени дел Кармен да ће основати град под њеним покровитељством.
- 1942-1952. Почиње спортски риболов, стварајући прву институцију на обали лагуне. У исто време започела је подела земљишта која се налазе између обале и железничке пруге, називајући се „ Вила Логуерцио “. Име потиче од његовог последњег власника, др Висентеа Логуерциа.
- 1956. Отвара врата „Хостериа Ел Пескадор“, први туристички смештај у Лагуни де Лобос, у власништву господина Морандија.

## Активности
- Основна делатност је риболов, његова фауна риба је углавном сребрна, зубата, тарарира, лажњак, сом, шаран и мојарара.
- Кајтинг, једрење на дасци, веслање, вожња чамцем, скијање, вожња мотором (од децембра до марта). Ла Лагуна има опрему са свим потребним садржајима за камповање и / или боравак у шаторима, боксовима, бунгаловским собама, гостионицама. Кампови нуде разне услуге: фудбалска игралишта, одбојка, изнајмљивање чамаца, мотори, пристаниште, спуст бродом, трговина прехрамбених производа, ресторан, тоалете са тушевима и топлом водом, игре за децу, изнајмљивање водених бицикала, изнајмљивање парцела за камповање, изнајмљивање шатора и кутија, изнајмљивање роштиља.